# Lunar Pool
Lunar Pool — симулятор бильярда для игровой приставки NES. Игра ведётся по правилам американского бильярда: бить можно только одним шаром (биток), который запрещено забивать в лузу.
Главное отличие от стандартного бильярда — разнообразие столов, которые могут быть различных форм.

## Игровой процесс
В игре присутствует 60 уровней, состоящих из различных столов и конфигураций шаров; после прохождения всех уровней игра начинается заново. Задачей игрока является забить все разноцветные шары на уровне в лузы при помощи чёрного шара. Нумерация шаров влияет только на получаемые за него очки, на порядок забивания не влияет. Когда шар забит, за него даётся 10 очков, умноженные на номер шара и на рейтинг (Rate), который увеличивается на 1 за каждый забитый подряд шар, в случае неудачной попытки сбрасывается до значения 1. Как только все шары на столе забиты, игрок получает дополнительные очки за последний шар и дополнительную «жизнь». Если все шары на столе были забиты подряд, даётся дополнительный очковый бонус и дополнительная «жизнь». Восемь красных индикаторов сверху отображают силу удара, а три синих индикатора отображают оставшиеся до отнятия «жизни» попытки в случае неудачных ударов; как только «гаснут» все три индикатора, игрок теряет «жизнь». Также игрок теряет «жизнь», если попадёт чёрным шаром в лузу; в этом случае позиция шаров на столе восстанавливается и индикаторы попыток восполняются. После потери всех «жизней» игра заканчивается.
Сила удара регулируется индикаторной линейкой в правом верхнем углу экрана, направление — прицелом.
На стартовом экране можно выбрать уровень и трение (Friction), влияющее на то, как далеко катятся шары (чем выше выбран уровень трения, тем меньше инерция).
Играть можно одному, вдвоём и с компьютером. У компьютера бесконечные жизни, но он бьёт совершенно без тактики, всегда выставляя крестик прицела на одну прямую с наименьшим по номеру шаром (даже если путь преграждает борт, лузы и другие шары).

## Критика
| Иноязычные издания | Иноязычные издания |
| Издание            | Оценка             |
| ------------------ | ------------------ |
| Nintendo Life      | 5/10 (Wii)         |